# Gareth Anscombe
Gareth William Anscombe (Auckland, 10 de mayo de 1991) es un jugador británico de rugby nacido en Nueva Zelanda, que se desempeña como apertura y juega en el Gloucester Rugby de la Premiership Rugby. Es internacional con los Dragones rojos desde 2015.

## Selección nacional
Representó a los Baby Blacks en 2011, compitiendo en el Campeonato Mundial y consagrándose campeón de Italia 2011.
Warren Gatland lo convocó a los Dragones rojos para disputar los test matches de mitad de año 2015 y debutó frente al XV del Trébol. Su buen nivel le permitió ser convocado nuevamente para el Mundial de Inglaterra 2015 y desde aquel torneo siempre fue seleccionado.
Anscombe ha logrado consolidarse como titular, por encima de jugadores como Rhys Patchell y sobre todo Dan Biggar. Hasta el momento lleva en total 22 partidos jugados y 34 puntos marcados.

### Participaciones en Copas del Mundo
Formó parte del equipo para Inglaterra 2015. Anscombe fue seleccionado como reserva, por detrás del titular Dan Biggar y el suplente Rhys Priestland.
| Mundial                       | Sede       | Resultado        | PJ | Tries |
| ----------------------------- | ---------- | ---------------- | -- | ----- |
| Copa Mundial de Rugby de 2015 | Inglaterra | Cuartos de final | 2  | 0     |
| Copa Mundial de Rugby de 2023 | Francia    | Cuartos de final | 2  | 0     |

## Palmarés
- Campeón del Super Rugby de 2013.
- Campeón de la Copa Desafío de 2017-18.